# 八坂大神
八坂大神（やさかおおかみ）は、神奈川県鎌倉市の神社。

## 歴史
1192年（建久3年）に創建された。相馬師常が自分の邸宅（巽神社の近く）の屋敷神として、祇園社（現・八坂神社）から分霊を勧請した。その後、浄光明寺裏山の網引地蔵付近、寿福寺付近を経て、現在地に移転した。
当初は牛頭天王を祭神としていたため、「相馬天王」という別名もある。明治初期の神仏分離により、牛頭天王から素戔雄尊に祭神を変更、祇園社も八坂神社に改称になったため、当社も「八坂大神」に改称した。
当社の「六角神輿」は八坂神社の神輿の形を継承したものといわれている。

## 交通アクセス
- 鎌倉駅より徒歩10分。